# Agost
|  | Per altres significats vegeu Agost (desambiguació) |

L'agost és el vuitè mes de l'any en el calendari gregorià i té 31 dies. En l'antic calendari romà es deia sextilis perquè ocupava la sisena posició, però se li va canviar el nom a augustus en honor de Cèsar August (Caesar Augustus, en llatí), el primer emperador romà. El mes de sextilis tenia 30 dies al primitiu calendari romà, però va passar a tenir-ne 29 amb el calendari lunar de Numa Pompili.
El calendari julià li va restituir el nombre de 30, però August li'n va afegir un més (que va treure a febrer) perquè no en tingués menys que juliol, mes dedicat al seu pare adoptiu Juli Cèsar. Els seus símbols són el zèfir i el gladiol i el Sagrat Cor per als catòlics.
Entre els guanxes de les Illes Canàries, el mes d'agost rebia en nom de Beñesmer o Beñesmen, que era també la festa de la collita celebrada a aquest mes.

## Esdeveniments
- Nova York: es publica Sexual polítics de Kate Millett, llavors amb 35 anys, una de les obres fonamentals de la segona onada del feminisme.